# Sorocostia irenica
Sorocostia irenica är en fjärilsart som beskrevs av Edward Meyrick 1886. Sorocostia irenica ingår i släktet Sorocostia och familjen trågspinnare. Inga underarter finns listade i Catalogue of Life.